# Муцалски езера
Муцалските или Аренските езера (на гръцки: Λίμνες Μουτσάλια, Μουτσιάλες Λίμνες Αρένων) е група от две езера в планината Грамос, Гърция.

## Местоположение
Езерата са две и са разположени на 1730 m надморска височан в гъста букова гора под връх Епано Арена (2196 m). Горното езеро е на 1830 m, а долното - на 1740 - 1720 m. Горното западно езеро докосва склоновете на върха и има периметър от около един километър. То е плитко, като през лятото водите му са значително по-малко. Източното долно езеро е основното езеро, което чрез поток, дълъг 60 m, приема водите на западното езеро. То обхваща по-малка площ с периметър, който достига 800 m и максимална дълбочина, която не надвишава 1 m, като през зимата е покрито с лед. Езерото е покрито с гъста водна растителност, която придава красив зелен цвят на водите му.
Езерата, поради местоположението си в буковата гора и относителната си изолация, имат голяма екологична стойност. В района има богата флора и фауна, а в самото езеро живеят три вида тритони - алпийски, обикновен и гребенест.

## Етимология на името
Гръцката форма Μουτσάλια е множествено число на Μουτσάλι, което произлиза от думата моч, тоест „мокро място“, „мучур“.